# Дутка Євген Миколайович
Євге́н Микола́йович Ду́тка (нар. 3 січня 1950, с. Озерянка Зборівського району Тернопільської області) — заслужений лікар України, громадський діяч. Депутат Тернопільської обласної ради 2, 3, 4, 5-го скликань (від 1994 р.). Від 2009 р. — уповноважений представник депутатської фракції «Наша Україна» у Тернопільській обласній раді.

## Життєпис
Закінчив Бережанське медичне училище, 1977 року — Тернопільський медичний інституту (нині Тернопільський державний медичний університет імені І. Я. Горбачевського).
Від 1978 р. — ургентний хірург, від 1982 р. — заступник головного лікаря з експертизи непрацездатності, від 1986 р. — заступник головного лікаря з поліклінічної роботи Теребовлянської районної центральної лікарні.